# Кінгсман (футбольний клуб)
Футбольний клуб «Кінгсман» або просто «Кінгсман» (англ. Kingsman Soccer Club) — професіональний канадський футбольний клуб з містечка Кінг, провінція Онтаріо, який виступає в Канадській футбольній лізі CSL.

## Історія
Клуб засновано 2016 року. У 2019 році «Кінгсман» вперше взяв участь у розіграші Першого дивізіону CSL, а також заявиви другу команду для участі в чемпіонаті серед резервних команд. У своєму першом матчі в Канадській футбольній лізі «Кінгсман» з рахунком 2:4 програв «Воркуті». Свій дебютний сезон у CSL завершили на 8-му місці, ставши найгіршою командою в раунді плей-оф.

## Статистика виступів
| Сезон | Ліга                     | Команди | Досягнення | Місце | Плей-оф    | Пос. |
| ----- | ------------------------ | ------- | ---------- | ----- | ---------- | ---- |
| 2019  | Канадська футбольна ліга | 10      | 6–1–11     | 8-ме  | 1/2 фіналу |      |

## Відомі гравці
- Станіслав Катана
- Дмитро Полюганич
- Богдан Слука